# Johnny Quigley
John "Johnny" Quigley (født 28. juni 1935, død 30. november 2004) var en skotsk fodboldspiller (midtbane).
Quigley spillede hele sin karriere i England, hvor han fra 1957 til 1965 repræsenterede Nottingham Forest. Her var han i 1959 med til at vinde FA Cuppen, og spillede hele kampen i finalesejren på 2-1 over Luton Town. Senere havde han ophold hos Huddersfield, Bristol City og Mansfield.

## Titler
FA Cup
- 1959 med Nottingham Forest